# Ulf E Brandt
Ulf Erik Brandt, född 18 maj 1943 i Malmö, död 10 oktober 2022 i Malmö, var en svensk utövare av kampkonsten Ju jutsu. Han där utvecklade stilen Combat ju jutsu ryu för vilken han var stilchef och innehade svart bälte av 10:e graden.
Brandts karriär som kampkonstutövare inleddes 1965 då han började träna Jiu jitsu för danska instruktörer, och 1968 anslöt han sig till SBF (Svenska Budoförbundet) och graderades 1973 till svart bälte Ju jutsu. Under åren 1968–2019 var han verksam som instruktör på Malmö Budokwai.
1975–76 utarbetade han ett tränings- och graderingssystem under benämningen Combat ju jutsu ryu som 1977 offentliggjordes som en självständig stil inom SBFs dåvarande Ju jutsu sektion. Han har i egenskap av chefsinstruktör och sedermera stilchef utvecklat stilen, en närstrids- och kampkonst med fokus på självförsvar.
2006 tilldelades han Svenska Budo- och Kampsportsförbundets förtjänsttecken av 5:e storleken. 2008 utnämndes han av Malmö Budokwais styrelse till Soke med arbetsnamnet Stilchef för etablerandet av Combat ju jutsu ryu.
2009 graderades han till 10 Dan. Brandt innehade även svart bälte i Judo och brunt bälte i Shotokan Karate som komplement till träningen av Ju jutsu.
Brandt arbetade som mentalskötare inom den slutna akut- och rättspsykiatriska vården.